# Lars Bergenhem
Lars Stefan Bergenhem, född 2 mars 1930 i Stockholm, död 3 september 2022, var en svensk ingenjör och medgrundare av Sapa.
Bergenhem avlade studentexamen i Göteborg 1948 och tog civilingenjörsexamen vid Chalmers tekniska högskola (CTH) 1955. Han blev överingenjör hos AB Elumin i Smålandsstenar 1955, forskningsingenjör hos Ceco Steel Prod Corp i Chicago, USA, 1956, project director vid Reynolds Metals Co i Richmond, USA, 1958, och försäljningschef vid dess kontor i New York 1961.
Han var verkställande direktör och delägare i Skandinaviska aluminiumprofiler AB, Sapa, i Vetlanda från 1963 där han även var styrelseledamot. Sapa såldes 1976 till Gränges (Electrolux) och Bergenhem flyttade utomlands, men återflyttade till Sverige. Han var styrelseordförande i Graber Kapitalrådgivning AB.
Som grundare av Sapa hedrades han 2011 med en stjärna på Hedersplats Vetlanda tillsammans med sin kompanjon Nils Bouveng (som emellertid fick det postumt).
Bergenhem var medlem i American Society of Civil Engineers och Chalmerska ingenjörsföreningen.